# Jesús Muruais
Jesús Muruais Rodríguez (Pontevedra, 23 de diciembre de 1852 - Id.,1 de julio de 1903). Escritor, crítico literario y poeta gallego de finales del siglo XIX. Sus obras destilan un gran humor y una fina ironía, a veces incluso cruel. Pese a relacionarse con los poetas galleguistas de su época, toda su obra está escrita en castellano.

## Biografía
Jesús María Eugenio Muruais Rodríguez, nació en Pontevedra la Nochebuena de 1851. Fue el segundo de tres hermanos. Su hermano mayor, el poeta Andrés Muruais, sería un referente de la generación de Fonseca, pero una muerte prematura, a los 31 años, truncó su meteórica carrera. Su madre, Soledad Rodríguez, era de una familia burguesa de Pontevedra, su padre, Juan Muruais, natural de Santiago de Carril, era catedrático de matemáticas del Instituto de dicha ciudad. Quedó huérfano de padre muy pronto, pues Juan murió cuando Jesús aún no había cumplido los 3 años. Estudió el bachillerato en el Instituto de Pontevedra, en el que fue compañero de Leopoldo Alas Clarín un curso académico, cuando el padre de este último era gobernador civil de la provincia. Finalizado el bachillerato, estudió las carreras de Derecho y Filosofía, licendiándose en ambas con brillantez. Obtuvo la cátedra de Latín y ejerció como profesor en los Institutos de Orense y Pontevedra, permaneciendo definitivamente en este último hasta su muerte. En 1875, participó en las reuniones del efímero cenáculo literario madrileño La Galicia Literaria fundada por Teodosio Vesteiro y presidida por Francisco Añón. Al mismo tiempo colaboraba en la revista Mundo Cómico. De personalidad un tanto huraña, a diferencia de su hermano Andrés, se granjeó algunas enemistades a raíz de la publicación de sus célebres Semblanzas Literarias, donde en cuartetos, criticaba en tono humorístico, pero mordaz, a sus contemporáneos en el ámbito de las letras y las artes. Cultivó la poesía y la prosa. Colaboró en múltiples periódicos, tales como El Deber, El Porvenir, El Heraldo Gallego, El Lérez, El Eco de Orense, El Zorongo, El Independiente, O tío Marcos da Portela, El Crónica de Pontevedra y el Diario de Pontevedra. En el Crónica de Pontevedra tradujo varias obras del francés, entre las que se encuentra Boule de suif de Guy de Maupassant. También se dedicó a la crítica literaria y fue uno de los más acérrimos enemigos de Leopoldo Alas Clarín, al que acusaba de ser un mediocre latinista. También se unió a aquellos que postulaban que La Regenta, obra cumbre de Clarín, era un plagio de Madame Bovary. Pasó sus últimos años en Pontevedra, rodeado de sus libros. Poseía una de las mejores bibliotecas de Galicia en el bajo del pazo de los Cru y Montenegro, donde destacaban sobre todo las últimas obras procedentes de Francia y grandes colecciones de catálogos bibliográficos, postales, revistas, periódicos, estampas de naturaleza erótica, etc. A esta biblioteca acudía un joven Ramón María del Valle-Inclán, que dedicaría a su maestro Jesús Muruais, su libro de relatos Femeninas. seis historias amorosas (1895). Pese a haber sufrido un expurgo tras la muerte de su propietario, la biblioteca de Jesús Muruais fue adquirida por la Biblioteca Pública de Pontevedra Antonio Odriozola en donde está a disposición del público

## Obra literaria
| EPITAFIOS HUMORÍSTICOS de Jesús Muruais | EPITAFIOS HUMORÍSTICOS de Jesús Muruais | EPITAFIOS HUMORÍSTICOS de Jesús Muruais |
| --- | --- | --- |
| Aquí yace un español Que se queja furibundo Porque enterrado profundo No puede tomar el sol, | Por ser valiente, al abismo Bajó de la eternidad. No murió de enfermedad; Muró de miedo… a sí mismo. | Un consonante buscaba para concertar con fuerte, y viendo que no lo hallaba vino a dárselo la muerte. |
| Aquí tienes a Juan Sancha, saltimbanqui jubilado, haciendo la última plancha. | ¡Nunca con los brazos quedos! Los cuartos que dejó fuera el usurero Escalera contando está por los dedos. | Aquí se está horas eternas Murmurando un lujurioso: «¡Vaya un sitio más hermoso Para mirarlas las piernas!» |
| Un prestidigitador, yace aquí, de fama y brillo. ¡Pasajero, ¡ojo avizor! ¡Cuidado con el bolsillo! | Aquí yace Trinidad que se murió a los sesenta, aunque en la lápida cuenta solo cuarenta de edad. | Un relojero famoso tienes, cristiano, a tus pies. Le tiene asaz cuidadoso el no saber qué hora es. |
| Yace aquí un contribuyente que pega diente con diente y a los diablos se encomienda porque está su nicho enfrente del de un ministro de Hacienda.                                                                | El jorobado Arroba… ¡Que le sea ligera… la joroba! | Abita en este panteón Don Helecterio Avefría, académico que acía cada año una edición del Manual de Hortografía |
| EPIGRAMAS HUMORÍSTICOS de Jesús Muruais | | |
| De Gloria – su fiel sirvienta – Doña Paz está celosa, Y no duerme ni reposa Hasta ajustarle la cuenta; Porque siempre su marido, Con satisfacción notoria, Gruñe al quedarse dormido: Aquí Paz y después Gloria. | Una amazona en el Prado Cayó en muy mala actitud, Y habiéndose levantado Con presteza, dijo al criado: «¿Has visto mi PRONTITUD?» Y él, que clavados tenía Aún sus ojos allí, Dijo: Verdad que la vi Mas juro a Dios no sabía De que se llamase así.» | Sentado al pie de una encina cierto poetastro hambriento, clamaba por alimento a la Majestad divina. Inspiración repentina le hizo pedir con anhelo, que bajase desde el Cielo algún manjar conveniente, y entonces, súbitamente, cayó una bellota al suelo. |

Relatos
- Cuentos soporíferos (1874)

Incluye:
- El Tapa-Bocas.
- Historia de un libro en fólio (contada en muy pocas líneas).
- El beso del muerto (cuento fantástico).
- Blas, el poeta (aventuras prosaicas).
- ¿Quién sabe?....

- Cleopatra (1876)
- El Milagro (1876)
- La Hija de Valenzuela (1876)
- Dos náufragos (1877)
- Juan Loureiro (1886)

Poesía
- Semblanzas Galicianas (1884)
- Otros poemas

Artículos y crónicas
- Los poetas en mi pueblo (Mundo Cómico, 13 de octubre de 1875)
- Erratas (Múndo Cómico,23 de octubre de 1875)
- La unidad de los pueblos (Heraldo Gallego, 3 de junio de 1875)
- Escultura esclesiántico-rural (Galicia Humorística, 30 de junio de 1888)
- Al Excmo Sr. D. Pedro Antonio de Alarcón (Heraldo Gallego, 15 de julio de 1876)
- Certámenes y Ateneos (Heraldo Gallego, 15 de noviembre de 1877)
- Latinajos (Revista Gallega, 31 de marzo de 1901)

Crítica literaria
- Atisbos (Galicia Moderna, 1897)
- Las poesías de Alfredo Vicenti (Heraldo Gallego, 18 de noviembre de 1876)
- Los plagios de Clarín (Galicia Humorística, 30 de abril de 1888)
- Clarín, codio (Diario de Pontevedra, 10 y 24 de noviembre de 1896)
- Fin naturalista (2 de octubre de 1902)
- Cartas a Marcelino Menéndez Pelayo (1885)

Tipos gallegos
- Agua de Limón fría (Heraldo Gallego, 1 de julio de 1876)
- El cohetero (Galicia Moderna.La Habana. 1 de noviembre de 1887)
- Las poubanas (Galicia Humorística, 30 de junio de 1888)

Traducciones
- El subterfugio de mi padrino de Eugenio Chavette(Galicia Moderna, 1 de septiembre de 1897)
- Rollo de manteca de Guy de Maupassant (Crónica de Pontevedra, 8 de junio a 8 de julio de 1886)[3]
- La madre resucitada (Maurice Bouchor)